# Robert S. Kimbrough
Robert Shane Kimbrough, född 4 juni 1967 i Killeen, Texas, är en amerikansk astronaut uttagen i astronautgrupp 19 den 6 maj 2004.

## Familjeliv
Kimbrough är gift med Robbie Lynn Nickels och de har tre barn tillsammans.

## Rymdfärder
- Endeavour - STS-126

15 november - 30 november 2008
- Expedition 49 - Expedition 50, Sojuz MS-02

19 oktober 2016 - 10 april 2017

## Karriär
BSc i luftfartsteknik vid U.S. Military Academy 1989
MSc i operationsanalys vid Georgia Tech 1998